# آنتون سیخارولیدزه
آنتون سیخارولیدزه (روسی: Антон Тариэльевич Сихарулидзе؛ زادهٔ ۲۵ اکتبر ۱۹۷۶) سیاستمدار، و اسکیت‌باز نمایشی سابق اهل روسیه است.
وی همچنین برندهٔ جوایزی همچون نشان دوستی شده‌است.